# NGC 4357
NGC 4357 = NGC 4381 ist eine Spiralgalaxie mit aktivem Galaxienkern vom Hubble-Typ Sbc im Sternbild Jagdhunde am Nordsternhimmel. Sie ist rund 187 Millionen Lichtjahre von der Milchstraße entfernt und hat einen Durchmesser von etwa 200.000 Lichtjahren. 
Am 16. Januar 1996 entdeckte Alessandro Gabrijelcic in ihr die Typ-IIb-Supernova SN 1996B.
Das Objekt wurde am 9. Februar 1788 von dem deutsch-britischen Astronomen Wilhelm Herschel entdeckt.